# 久田直子
久田 直子（ひさだ なおこ、1963年〈昭和38年〉11月1日 – ）は、日本のフリーアナウンサー。 

## 略歴・人物
東京都出身。千葉県立柏高等学校、國學院大學文学部卒業。1986年（昭和61年）アナウンサーとして福島テレビ入社。1990年（平成2年）福島テレビを退社、フリーとなり共同テレビジョンへ移籍。TBS、フジテレビ、テレビ東京などの番組で司会、リポート。2007年、シグマ・セブン所属。その後、シグマ・セブンを退社。2020年（令和2年）現在は各地の健康関連の講演会の司会を担当している。この経験から病気全般の知識に長けており、医師とお話などをする際には患者目線で医師に接することを一貫して心がけている。

## 出演

### 福島テレビ時代
- FTVテレポート（1987年4月 - 1989年3月 金曜日・土曜日／1989年4月 - 1990年3月 月曜日 - 木曜日）

### フリーアナウンサー時代
- BSニュース50（1994年 - 1995年、NHK BS1）司会
- おはよう5（1996年4月1日 - 1997年3月28日、NHK総合）司会[5]
- きょうの健康（1999年 - 、NHK総合）司会[4]
- TVシンポジウム（NHK教育）司会
- 週刊ハイビジョンニュース（NHK衛星ハイビジョン）司会
- ニュースコール おはよう藤田です（TBS）司会
- FNN World Uplink（フジテレビ）リポーター
- 話題にアタック（フジテレビ）リポーター
- もっと素敵に（テレビ東京）司会